# Павсаний (претендент)
Павсаний (др.-греч. Παυσανίας) — претендент на трон Македонии в IV веке до н. э.

## Биография
Происхождение Павсания на основании данных из античных исторических источников достоверно установить невозможно. Р. Уолтер отождествлял его с сыном Аеропа II. По мнению Д. Грейнжера, Павсаний мог быть младшим сыном Архелая и братом Аргея. По предположению Н. Хэммонда и Г. Гриффита, Павсаний возводил свой род к Пердикке II и приходился зятем сыну Аминты II Филиппу, являвшемуся, по мнению К. Белоха, братом Птолемея Алорита.
Вскоре после гибели Александра II, когда его младшие братья Пердикка и Филипп были ещё детьми, около 368 года до н. э. Павсаний вернулся на родину, где многие поддержали его устремления овладеть македонским престолом. Согласно речи Эсхина, произнесённой через двадцать лет после этих событий, мать Пердикки и Филиппа — царицу Эвридику при этом «предали мнимые друзья». По мнению Киляшовой К. А., это подтверждает факт наличия родственных отношений между Павсанием и Птолемеем Алоритом. С помощью греческих наёмников и своих приверженцев претендент подчинил себе ряд городов, в том числе Анфемунт, Ферму, Стрепсу. По мнению таких учёных как Шофман А. С., Д. Грейнжер, Павсания могли активно поддерживать халкидяне.
В это время афинский полководец Ификрат был направлен с эскадрой во Фракию для подчинения ранее отпавшего Амфиполя. Он был приглашен к Эвридике, которая, по словам Эсхина, показав ему своих маленьких сыновей, просила заступиться за права детей Аминты III, дружеские относившегося при своей жизни к Афинам и самому Ификрату. Некоторые современные исследователи, среди которых К. Мортинсен, отмечают ряд нестыковок в словах Эсхина, например, то обстоятельство, что Филипп в это время находился в качестве заложника по повелению Пелопида в Фивах, но не оспаривают всю историю в целом. В то же время, в передаче событий Корнелием Непотом, Эвридика сама бежала к Ификрату в его лагерь, где и нашла защиту. Афинский стратег изгнал Павсания из Македонии и сохранил престол за детьми Аминты.
В начале своего правления Филипп II был вынужден бороться с несколькими претендентами на царский трон, среди которых Диодором Сицилийским упоминается и некий «связанный с царской семьёй Македонии» Павсаний, первоначально поддерживаемый фракийцами, но затем ими преданный. Возможно, что это одно и то же лицо.